# Red de regulación génica

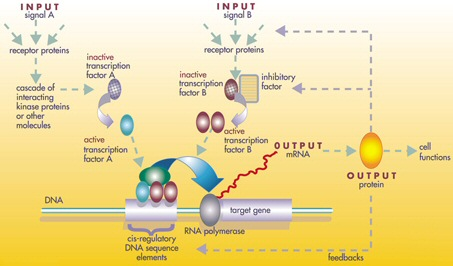
Estructura de una red de regulación génica.

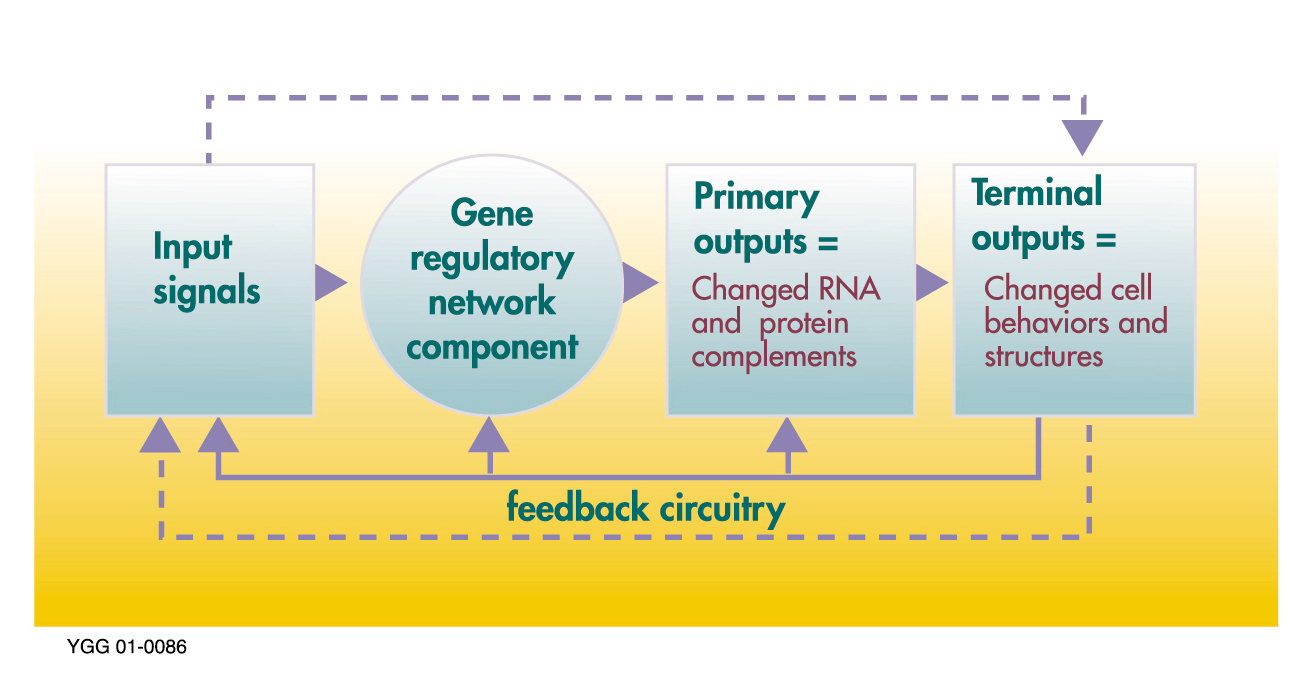
Proceso de control de una red de regulación génica.

Una red de regulación génica o red de regulación genética (GRN) es una colección de segmentos de ADN en una célula que interactúan entre sí (indirectamente a través de su ARN y productos de expresión de proteínas) y con otras sustancias en la célula, con lo que regulan las tasas a las que los genes de la red se transcriben en ARNm. En general, cada molécula de ARNm va a construir una proteína específica (o un conjunto de proteínas). En algunos casos, esta proteína será estructural, y se acumulará en la pared celular o dentro de la célula para darle propiedades estructurales particulares. En otros casos, la proteína será una enzima, una micro-máquina que cataliza una determinada reacción, como el catabolismo de una fuente de alimento o una toxina. Algunas proteínas, aunque sólo sirven para activar otros genes, son los factores de transcripción, que son los principales actores en las redes de regulación o cascadas. Al unirse a la región promotora, ubicada en el comienzo de otros genes, los activan, iniciando la producción de otra proteína, y así sucesivamente. Algunos factores de transcripción son inhibidores.
En los organismos unicelulares las redes reguladoras responden al entorno exterior, optimizando la célula en un momento dado para la supervivencia en este entorno. Así, una célula de levadura, encontrándose en una solución de azúcar, activará los genes para hacer enzimas que transforman el azúcar en alcohol. Este proceso, que asociamos con la vinificación, es como la célula de levadura «se gana la vida», ganando energía para multiplicarse, lo cual bajo circunstancias normales, mejoraría sus perspectivas de supervivencia.
En los animales multicelulares el mismo principio se ha puesto al servicio de la cascada de genes que controlan la forma del cuerpo. Cada vez que una célula se divide, dos células resultan que, aunque contienen el mismo genoma en su totalidad, pueden diferir en cuales genes se activan y producen proteínas. A veces un 'ciclo de realimentación autosostenible' se asegura de que una célula mantiene su identidad y la hereda. Menos se entiende el mecanismo de epigenética por el cual la modificación de la cromatina puede proporcionar memoria celular bloqueando o permitiendo la transcripción. Una característica importante de los animales multicelulares es el uso de gradientes de morfógeno, los que en efecto proporcionan un sistema de posicionamiento que le dice a una célula donde está en el cuerpo y, por lo tanto, en qué tipo de célula convertirse. Un gen que es activado en una célula puede hacer un producto que sale de esta y se difunde a través de las células adyacentes, entrando en ellas y activando genes sólo cuando está presente por encima de un umbral determinado. Estas células son así inducidas a un nuevo destino, e incluso puede generar otros morfógenos que señalizan a la célula original. Sobre largas distancias los morfógenos pueden utilizar el proceso activo de transducción de señales. Tal señalización controla la embriogénesis, la construcción de un plan corporal desde el principio a través de una serie de pasos secuenciales. También mantiene el control de los cuerpos de los adultos a través de procesos realimentados, y la pérdida de tal realimentación como consecuencia de una mutación puede ser responsable de la proliferación de células que se ve en el cáncer. En paralelo con este proceso de construcción de la estructura, la cascada de genes activa los genes que producen proteínas estructurales que dan a cada célula las propiedades físicas que esta necesita. Se ha sugerido que, debido a que las interacciones moleculares biológicas son intrínsecamente estocásticas, las redes de genes son el resultado de los procesos celulares y no su causa (es decir, darwinismo celular). Sin embargo, la evidencia experimental reciente ha favorecido el punto de vista del atractor de los destinos de la célula.

## Resumen
A cierto nivel, las células biológicas se puede considerar como "bolsas parcialmente mezcladas" de productos químicos biológicos —en la discusión de las redes reguladoras de genes, estos productos químicos son en su mayoría los ARNm y las proteínas que surgen de la expresión génica. Estos ARNm y proteínas interactúan entre sí con diferentes grados de especificidad. Algunos se difunden por toda la célula. Otros están ligados a las membranas celulares, interactuando con las moléculas en el medio. Y otros pasan a través de las membranas celulares y median en las señales de largo alcance para otras células en un organismo multicelular. Estas moléculas y sus interacciones constituyen una red de regulación génica. Una red de regulación de genes típica se parece algo a esto:
Los nodos de esta red son las proteínas, sus correspondientes ARNm, y complejos proteína/proteína. Los nodos que se muestran como extendiéndose a lo largo de las líneas verticales están asociados con las interfaces celular/medio, mientras que los otros son de libre flotación y difusibles. Implícitos están los genes, las secuencias de ADN que se transcriben en los ARNm que se traducen en proteínas. Las aristas entre los nodos representan las reacciones moleculares individuales, y las interacciones proteína/proteína y proteína/ARNm a través de las cuales los productos de un gen afectan a los de otro, aunque la falta de información obtenida experimentalmente a menudo implica que algunas reacciones no se modelan en un nivel tan fino de detalle. Estas interacciones pueden ser inductivas (las puntas de flecha), con un aumento en la concentración de uno que conduce a un aumento en la del otro, o inhibitoria (los círculos negros), con un aumento de uno que provoca una disminución en el otro. Una serie de aristas indica una cadena de tales dependencias, con los ciclos correspondiendo a los bucles de realimentación. La estructura de la red es una abstracción de la dinámica química del sistema, que describe la multiplicidad de formas en que una sustancia afecta a todas las otras a las que está conectada. En la práctica, tales GRN se deducen de la literatura biológica sobre un sistema dado y representan una síntesis de los conocimientos colectivos acerca de un conjunto de reacciones bioquímicas relacionadas.
Los genes pueden ser vistos como nodos de la red, cuya entrada son las proteínas tales como los  factores de transcripción y como salida, el nivel de la expresión génica. El propio nodo también puede ser visto como una función que se puede obtener mediante la combinación de funciones básicas sobre las entradas (en la red booleana descrita a continuación éstas son  funciones booleanas, típicamente AND, OR y NOT). Estas funciones han sido interpretadas como la realización de un tipo de procesamiento de información dentro de la célula, lo que determina el comportamiento celular. Los controladores básicos dentro de las células son las concentraciones de algunas proteínas, que determinan las coordenadas de la célula tanto espaciales (ubicación dentro de la célula o tejido) como temporales (ciclo celular o fase de desarrollo), como una especie de "memoria celular". Las redes de genes están solo comenzando a ser entendidas, y es el siguiente paso para la biología intentar deducir las funciones de cada "nodo" gen, para ayudar a entender el comportamiento del sistema en niveles crecientes de complejidad, desde el gen a los niveles de transducción de señales, células o tejidos (ver biología sistémica).
Se han desarrollado  modelos matemáticos de las GRN para capturar el comportamiento del sistema que está siendo modelado y, en algunos casos, generar predicciones correspondientes con las observaciones experimentales. En otros casos, los modelos han probado que pueden hacer predicciones originales exactas, que se pueden probar experimentalmente, lo que sugiere nuevos enfoques para explorar en un experimento que a veces no sería considerado en el diseño del protocolo de un laboratorio experimental. La técnica de modelado más común consiste en el uso de  ecuaciones diferenciales ordinarias (EDO) acopladas. Varias otras técnicas de modelado prometedoras se han utilizado, incluyendo  redes booleanas,  redes de Petri,  redes bayesianas, modelos gráficos de Gauss, estocástico y cálculo de procesos (álgebra de procesos). Por el contrario, se han propuesto técnicas para la generación de modelos de GRN que explican mejor un conjunto de observaciones de  series de tiempo.

## Modelamiento

### Redes booleanas
Stuart Kauffman fue uno de los primeros biólogos en usar la metáfora de las redes booleanas para modelar las redes de regulación génica.
El siguiente ejemplo ilustra como una red booleana puede modelar una GRN junto con sus productos génicos (las salidas) y las sustancias del ambiente que la afectan (las entradas). 
1. Cada gen, cada entrada y cada salida se representa con un nodo en un  grafo dirigido en el que hay una flecha de un nodo a otro si y sólo si existe una relación causal entre los dos nodos.
2. Cada nodo en el gráfico puede estar en uno de dos estados: activo o inactivo.
3. Para un gen, "activo" corresponde a que el gen se expresa; para las entradas y salidas, "activo" corresponde a que la sustancia está presente.
4. El tiempo es visto como transcurriendo en pasos discretos. En cada paso, el nuevo estado de un nodo es una función booleana de los estados previos de los nodos con flechas que le apuntan.

La validez del modelo se puede probar comparando los resultados de la simulación con las observaciones de series de tiempo.

## Conectividad de la red
Los datos empíricos indican que las redes de genes biológicos están escasamente conectadas y que el número medio de reguladores hacia atrás (upstream) por gen es menos de dos. Los resultados teóricos muestran que la selección de las redes de genes robustos favorecerá las redes mínimamente complejas, más escasamente conectadas. Estos resultados sugieren que una arquitectura génica escasa y mínimamente conectada puede ser una restricción fundamental de diseño para dar forma a la evolución de la complejidad de la red génica.